# Tiffany Clark
Tiffany Taylor Clark (18 febbraio 1998) è una pallavolista statunitense, libero del Vilsbiburg.

## Carriera

### Club
La carriera di Tiffany Clark inizia nei tornei scolastici dell'Illinois, giocando per la Benet Academy, e parallelamente a livello di club con lo Sports Performance. Dopo il diploma gioca nella lega universitaria NCAA Division I: dopo aver giocato nel 2016 con la Michigan, si trasferisce alla Wisconsin nel seguente triennio, raggiungendo la finale nazionale durante il suo ultimo anno.
Nel 2021 firma il suo primo contratto professionistico, partecipando alla prima edizione dell'Athletes Unlimited. Nella stagione 2021-22 approda per la prima volta all'estero, ingaggiata dalle tedesche del Vilsbiburg, in 1. Bundesliga.

### Nazionale
Fa parte della nazionale statunitense under 18 che conquista la medaglia d'argento al campionato mondiale 2015. Con l'under 20 conquista invece l'oro alla Coppa panamericana 2017, garantendosi l'accesso al campionato mondiale dello stesso anno, chiuso al settimo posto.
Nel 2021 debutta in nazionale maggiore in occasione del campionato nordamericano, chiuso al quarto posto.

## Palmarès

### Nazionale (competizioni minori)
- Campionato mondiale under 18 2015
- Coppa panamericana under 20 2017